# Col du Monte Croce di Comelico
Ne doit pas être confondu avec le col du Monte Croce Carnico (Plöckenpass)
Le col du Monte Croce di Comelico (Kreuzbergpass en allemand) est un col des Alpes italiennes, situé à une altitude de 1 636 m entre Sesto, dans la province autonome de Bolzano, et Comelico Superiore, dans le Cadore, province de Belluno. Il forme la limite entre les Dolomites, au sud-ouest, et les Alpes carniques, au nord-est.
Le col est traversé par la route nationale 52 (SS 52).
Jusqu'en 1918, le col était à la frontière entre l'Italie, au sud-est, et l'empire austro-hongrois, au nord-ouest.